# Myrmecozela rjabovi
Myrmecozela rjabovi är en fjärilsart som beskrevs av Aleksei Konstantinovich Zagulajev 1968. Myrmecozela rjabovi ingår i släktet Myrmecozela och familjen äkta malar.
Artens utbredningsområde är Dagestan. Inga underarter finns listade i Catalogue of Life.